# Festivalul de film queer de Mawjoudin
Festivalul de film queer Mawjoudin Queer este un festival anual de film în Tunisia care sărbătorește comunitatea LGBT. A început în 2018, fiind primul festival de film queer din țară și din toată Africa Nordică. Este organizat de către Mawjoudin, un ONG tunisian, al cărui nume se traduce la "Noi existăm". Se pune accentul pe identitățile queer, în special la persoanele din Sudul Global.

## Motivație
Festivalul își propune să creeze un spațiu pentru oamenii queer care nu este heteronormativ și homofob. Din motive de securitate, locația festivalului nu este dezvăluită; persoanele interesate să participe la festival trebuie mai întâi să intre în contact cu organizatorii.
Organizatorii consideră festivalul o formă de activism: "Încercăm să luptăm nu numai în instanțe, ci prin artă".

## Istoric
Primul festival a avut loc în perioada 15-18 ianuarie 2018 și a primit finanțare din partea Fundației Hirschfeld Eddy. Teme majore au fost sexualitatea și sexualitatea non-heteronormativă. Pe lângă prezentarea a 12 filme scurte și medii lungi, festivalul a inclus concerte, dezbateri și discuții în grup "Queer as Art" și "Queer as Resistance".
A doua ediție a festivalului va avea loc în perioada 22-25 martie 2019 în centrul orașului Tunis.  Festivalul din 2019 urmărește acoperirea întregului spectru LGBTQI și are un accent puternic pe feminism. Un total de 31 de filme vor fi prezentate, inclusiv filme din Argentina, China, India, Kenia, Pakistan, Portugalia și Tunisia. Pe lângă filme, vor avea loc spectacole, dezbateri și un atelier de teatru intitulat "Către un teatru regal".

## Filme
La festivalul "2018", "Under the Shadow" a fost vizionat în ziua de deschidere. Filmul este o docudramă tunisiană de Nada Mezni Hafaiedh, care a primit recunoaștere la Festivalul de Film de la Cartagina.
Filmele prezentate în timpul festivalului în 2019 includ:
- "Extravaganza", un documentar chinez de Mathiew Baren
- "Rafiki", un film kenian de Wanuri Kahiu
- "Sisak", un film scurt de Fawaz Arif Ansari
- "Meciul de astăzi la trei", un film argentinian de Clarisa Navas despre fotbalul feminin, în urma Cupa Mondială a Femeilor din FIFA 2019
- "Travesty", un documentar al lui Safwen Abdellali care urmărește povestea unei persoane transgender
- "A Tribord, Je Vomis", de Tarek Sardi, co-produs de organizatorii festivalului Mawjoudin
- "Ymin el Baccouche", de Tarek Sardi, care denunță bifobia